# بلدة النسر (كانساس)
بلدة النسر (بالإنجليزية: Eagle Township)‏ هي بلدة في مقاطعة باربر، كانساس، الولايات المتحدة الأمريكية. اعتبارًا من تعداد عام 2000، كان عدد سكانها 42 نسمة.

## روابط خارجية
- لودي، بلدة إيجل، مقاطعة باربر، كانساس
- مزرعة أوك كريك التاريخ والصور والجيولوجيا والخرائط والحياة البرية والزهور لمزرعة في بلدة إيجل، مقاطعة باربر، كانساس.
- US-Counties.com
- مدينة سيتي.كوم